# Decretul Barbarossa

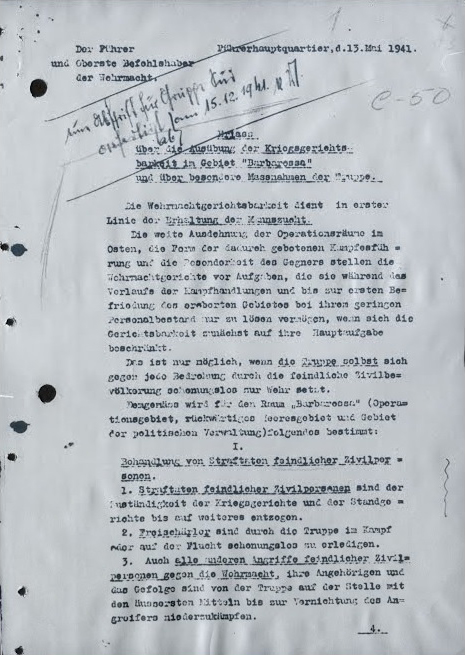
Prima pagină a decretului

Decretul Barbarossa (în Kriegsgerichtsbarkeitserlass, lit. 'Decret privind justiția militară') a fost unul dintre ordinele criminale ale Wehrmachtului dat pe 13 mai 1941, cu puțin timp înainte de declanșarea Operațiunii Barbarossa, ivadarea Uniunii Sovietice. Decretul a fost prezentat de Adolf Hitler în timpul unei întâlniri la nivel înalt cu oficiali militari la 30 martie 1941, unde a declarat că viitorul război împotriva sovieticilor va fi un război de exterminare, în care elitele politice și intelectuale ale Rusiei vor fi eradicate de forțele germane ca să asigure o victorie germană de lungă durată.
Hitler a subliniat că execuțiile nu vor fi de competența tribunalelor militare, ci a acțiunii organizate a armatei. Decretul, emis de feldmareșalul Wilhelm Keitel cu câteva săptămâni înainte de declanșarea Operațiunii Barbarossa, a exceptat infracțiunile comise de civili inamici (în Rusia) de la jurisdicția curților marțiale. Suspecții urmau să fie aduși în fața unui ofițer care urma să decidă dacă aceștia urmau să fie împușcați. Urmărirea penală a infracțiunilor împotriva civililor de către membrii Wehrmachtului a fost decretată ca fiind neobligatorie, cu excepția cazului în care era necesară pentru menținerea disciplinei

## Contextul general
În noiembrie 1935, laboratorul psihologic de război al Ministerul de Război al Reichului a prezentat un studiu cu privire la cel mai bun mod de subminare a moralului Armatei Roșii în cazul izbucnirii unui război germano-sovietic. După o colaborare strânsă cu emigranții anticomuniști, membri ai Partidului Fascist Rus cu sediul în Harbin, Manciukuo, unitatea germană de război psihologic a creat o serie de broșuri scrise în limba rusă, care urmau să fie distribuite în Uniunea Sovietică. O mare parte dintre acestea au fost concepute pentru a se baza pe antisemitismul rusesc, o astfel de broșură numindu-i pe „domnii comisari și funcționarii de partid” un grup de „evrei în cea mai mare parte spurcați”. Broșura se încheia cu un apel către „frații soldați” ai Armatei Roșii să se ridice și să-i ucidă pe toți „comisarii evrei”. Deși acest material nu a fost folosit în acel moment, mai târziu, în 1941, materialul pe care laboratorul de război psihologic îl dezvoltase în 1935 a fost refolosit și a servit drept bază nu numai pentru propaganda din Uniunea Sovietică, ci și pentru propaganda din cadrul armatei germane. Înainte de atacarea Uniunii Sovietice, trupele germane au fost expuse unei îndoctrinări antisemite și antislave violentă prin intermediul filmelor, radioului, prelegerilor, cărților și pliantelor.. Prelegerile au fost ținute de „ofițeri de comandă național-socialiști”, al cărei organizații a fost creată în acest scop, și de ofițerii lor inferiori. Propaganda armatei germane a prezentat inamicul sovietic în termenii cei mai dezumanizați, descriind Armata Roșie drept o forță de suboameni (Untermenschen) slavi și de sălbatici „asiatici” angajați în „metode de luptă barbare asiatice”, care era comandată de comisari evrei malefici, față de care trupele germane nu trebuiau să arate nicio milă. Tipic pentru propaganda armatei germane a fost următorul pasaj dintr-o broșură publicată în iunie 1941:
„ Oricine a privit vreodată în față un comisar roșu știe ce sunt bolșevicii. Nu este nevoie aici de reflecții teoretice. Ar fi o insultă adusă animalelor dacă am numi bestiale trăsăturile acestor torționari ai oamenilor, în mare parte evrei. Ei sunt întruchiparea infernalului, a urii nebunești personificate a tot ceea ce este nobil în umanitate. În chipul acestor comisari asistăm la revolta subumanului împotriva sângelui nobil. Masele pe care le conduc spre moarte cu toate mijloacele de teroare glacială și de incitare nebună ar fi pus capăt oricărei vieți semnificative, dacă incursiunea nu ar fi fost împiedicată în ultimul moment. [Ultima afirmație este o referire la „războiul preventiv” care se pretindea că este Barbarossa]”
Propaganda armatei germane conținea adesea extrase din buletinele informative referitoare la misiunile trupelor germane din est:
„Este necesar să eliminăm suboamenii roșii, împreună cu dictatorii lor de la Kremlin. Poporul german trebuie să îndeplinească cea mai mare sarcină din istoria sa, iar lumea va auzi că această sarcină va fi îndeplinită până la capăt”
Ca urmare a acestui tip de propagandă, majoritatea ofițerilor și soldaților armatei germane aveau tendința ksă privească războiul mai puțin din punct de vedere strategic și mai mult în termeni naziști, considerându-și adversarii sovietici drept nimic altceva decât gunoi subuman care merita să fie călcat în picioare. Un soldat german i-a scris tatălui său la 4 august 1941:
„ Hoardele jalnice din tabăra cealaltă nu sunt altceva decât niște infractori care sunt conduși de alcool și de amenințarea cu pistoalele [comisarilor] la tâmplă ... Ei nu sunt altceva decât o adunătură de ticăloși! Faptul că am întâlnit aceste hoarde bolșevice și am văzut cum trăiesc m-a impresionat profund. Toată lumea, chiar și ultimul sceptic, știe astăzi că lupta împotriva acestor suboameni, care au fost înnebuniți de evrei, nu numai că a fost necesară, dar a venit la fix. Führerul nostru a salvat Europa de la un haos sigur.”
Ca urmare a acestor opinii, majoritatea armatei germane a colaborat cu entuziasm cu SS și cu poliția în asasinarea evreilor din Uniunea Sovietică. Istoricul britanic Richard J. Evans⁠(d) a scris că ofițerii inferiori aveau tendința de a fi național-socialiști deosebit de zeloși, o treime dintre aceștia fiind membri ai Partidulului Nazist în 1941. Wehrmachtul nu s-a supus ordinelor criminale ale lui Hitler pentru Barbarossa doar din obediență față de acesta, ci și pentru că a crezut cu adevărat în propaganda nazistă conform căreia Uniunea Sovietică era condusă de evrei și că era necesar ca Germania să distrugă complet „iudeo-bolșevismul”. Jürgen Förster⁠(d) a scris că majoritatea ofițerilor din Wehrmacht credeau sincer că majoritatea comisarilor Armatei Roșii erau evrei și că cel mai bun mod de a învinge Uniunea Sovietică era de a-i ucide pe toți comisarii pentru a-i lipsi pe soldații ruși de liderii lor evrei.

## Decretul
Decretul Barbarossa (titlul complet „Decret privind exercitarea jurisdicției curților marțiale în zona «Barbarossa» și privind măsurile speciale ale trupelor”, Erlass über die Ausübung der Kriegsgerichtsbarkeit im Gebiet „Barbarossa” und über besondere Maßnahmen der Truppe, denumirea oficială „C-50”) este un document semnat la 13 mai 1941 de șeful  Înaltul comandament al Wehrmachtului german Wilhelm Keitel în timpul pregătirii Operațiunii Barbarossa împotriva Uniunii Sovietice în cel de-al Doilea Război Mondial. Documentul se referă la modul de comportare al armatei germane în raport cu civilii și Partizanii sovietici. Acesta instruia trupele germane să „se apere fără milă împotriva oricărei amenințări din partea populației civile inamice”. Decretul stipula, de asemenea, că toate atacurile „din partea civililor inamici împotriva Wehrmachtului, a membrilor și a însoțitorilor acestuia trebuie să fie respinse pe loc prin cele mai severe măsuri, până la distrugerea atacatorului".
La 27 iulie 1941, Keitel a ordonat ca toate copiile decretului să fie distruse; totuși, decretul își va păstra valabilitatea oficială.

## Cuprins
Prevederile principale:
- „Partizanii trebuie eliminați fără milă în luptă sau în timpul încercărilor de evadare”, iar toate atacurile populației civile împotriva soldaților Wehrmacht trebuie ”reprimate de armată la fața locului prin utilizarea de măsuri extreme, până la anihilarea atacatorilor;
- Fiecare ofițer din cadrul viitoarei ocupației germane din est va avea dreptul să efectueze execuții fără proces, fără nicio formalitate, asupra oricărei persoane suspectate de a avea o atitudine ostilă față de germani”, (același lucru se aplica și prizonierilor de război);
- „Dacă nu ați reușit să identificați și să pedepsiți autorii actelor antigermane, vi se permite să aplicați principiul  răspunderii colective. «Măsurile colective» împotriva locuitorilor din zona în care a avut loc atacul pot fi apoi aplicate după aprobarea comandantului de batalion sau a nivelului superior de comandă”;
- Soldații germani care comit crime împotriva umanității, [...] trebuie să fie exonerați de răspundere penală, chiar dacă comit acte pedepsite în conformitate cu legislația germană[1][12].

„Instrucțiuni privind conducerea trupelor în Rusia” emise de OKW la 19 mai 1941 afirmau că „iudeo-bolșevismul” drept cel mai mortal dușman al națiunii germane și că „Germania poartă război împotriva acestei ideologii distructive și a adepților săi”. Instrucțiunile continuau prin prevederea unor „măsuri nemiloase și viguroase împotriva instigatorilor bolșevici, gherilelor, sabotorilor, evreilor și eliminarea completă a oricărei rezistențe active și pasive”. Influențat de aceste orientări, generalul Erich Hoepner⁠(d) din Armata a 4-a Panzer a declarat într-o directivă trimisă trupelor aflate sub comanda sa:
Războiul împotriva Rusiei este un capitol important în lupta pentru existență a națiunii germane. Este vechea bătălie a poporului german împotriva poporului slav, a apărării culturii europene împotriva inundării moscovit-asiatice și a respingerii bolșevismului evreiesc. Obiectivul acestei bătălii trebuie să fie demolarea Rusiei actuale și, prin urmare, trebuie să fie condusă cu o severitate fără precedent. Fiecare acțiune militară trebuie să fie ghidată în planificare și execuție de o hotărâre fermă de a extermina inamicul fără remușcări și total. În special, niciun adept al sistemului bolșevic rus contemporan nu trebuie cruțat.
În același spirit, generalul Müller, care era ofițerul superior de legătură al Wehrmachtului pentru probleme juridice, într-o prelegere ținută judecătorilor militari la 11 iunie 1941, i-a sfătuit pe judecătorii prezenți ca „...în operațiunea care urmează, sentimentele de dreptate trebuie să cedeze în anumite situații în fața cerințelor militare și apoi să revină la vechile obiceiuri de război... Unul dintre cei doi adversari trebuie să fie lichidat. Adepții atitudinii ostile nu trebuie păstrați, ci lichidați”. Müller a declarat că, în războiul împotriva Uniunii Sovietice, orice civil sovietic despre care se crede că împiedică efortul de război german trebuie să fie considerat „luptător de gherilă” și împușcat pe loc. Șeful Statului Major al armatei, generalul Franz Halder, a declarat într-o directivă că, în cazul unor atacuri de gherilă, trupele germane trebuiau să impună „măsuri colective de forță” prin masacrarea locuitorilor satelor.

## AtitudineaWehrmachtului
Ordinul era în conformitate cu interesele comandamentului Wehrmachtului, care dorea să asigure infrastructuri logistice și rute sigure în spatele liniei frontului pentru diviziile de pe Frontul de Est. La 24 mai 1941, feldmareșalul Walther von Brauchitsch, șeful Înaltului Comandament al Armatei Germane (Oberkommando des Heeres - OKH), a modificat ușor ipotezele „jurisdicției Barbarossa”. Ordinele sale au prevăzut utilizarea jurisdicției numai în cazurile în care disciplina armatei nu ar avea de suferit. Contrar a ceea ce s-a afirmat după război, generali din Wehrmacht, precum Heinz Guderian, nu intenționau să atenueze înregistrările jurisdicției unui ordin, sau să încalce în vreun fel intențiile lui Hitler. Ordinul lui von Brauchitsch era destinat exclusiv prevenirii exceselor individuale care, puteau afecta disciplina în rândurile armatei, fără a schimba intențiile anihilatoare ale ordinului.
Ca parte a politicii de duritate față de „suboamenii” slavi și pentru prevenirea oricărei tendințe de a privi inamicul ca pe un om, trupelor germane li s-a ordonat să nu aibă nicio reținere să maltrateze femeile și copiii din Uniunea Sovietică. În octombrie 1941, comandantul Diviziei a 12-a de infanterie a trimis o directivă care spunea că „transmiterea de informații se face mai ales de către tineri cu vârste cuprinse între 11 și 14 ani” și că „deoarece rușilor le este mai frică de vâna de bou decât de arme, biciuirea este cea mai recomandabilă măsură pentru interogatoriu”. La începutul războiului, naziștii au interzis relațiile sexuale între germani și muncitorii sclavi străini. În conformitate cu aceste noile legi rasiale emise de naziști, comandantul Divizia 18 Panzer și-a avertizat soldații în noiembrie 1941 să întrețină relații intime cu rusoaiceel „subumane” și a ordonat ca orice rusoaică găsită făcând sex cu un soldat german să fie predată SS-ului pentru a fi executată imediat. Un decret emis pe 20 februarie 1942 declara că relațiile sexuale dintre o femeie germană și un muncitor sau un prizonier de război duceau la executarea celor din urmă. În timpul războiului, sute de bărbați polonezi și ruși au fost găsiți vinovați de „dezonorare rasială⁠(d)” și au fost executați pentru relațiile lor cu femei germane. Aceste directive se aplicau numai sexului consensual. În ceea ce privește violul și violența extremă față de femei, atitudinea Wehrmachtului era de toleranță sau chiar de încurajare.